# Plagiopholis blakewayi
Plagiopholis blakewayi — вид змій родини полозових (Colubridae). Мешкає в Південно-Східній Азії.

## Поширення і екологія
Plagiopholis blakewayi мешкають в горах на півночі і сході М'янми (Качин, Шан), півночі Таїланду (Чіангмай) та півдні Китаю (Гуйчжоу, Сичуань, Юньнань). Вони живуть в гірських хмарних дубово-букових лісах, на висоті від 1300 до 2200 м над рівнем моря.